# Hermilio Valdizán (Metro de Lima y Callao)
Hermilio Valdizán es la vigesimotercera estación de la línea 2 del Metro de Lima y Callao, en Perú. La estación fue construida de manera subterránea en los distritos de Santa Anita y Ate.
El 20 de mayo de 2015, se inició el cierre de algunos tramos de la Carretera Central entre el puente de Santa Anita y el Mercado Mayorista debido a la construcción de seis pozos de ventilación, cinco estaciones y el túnel de la Línea 2 del metro de Lima. La construcción de la estación comenzó en septiembre de 2016. En junio de 2018, la AATE informó que las obras civiles de la estación se encontraba culminada.Se inauguró el 21 de diciembre de 2023, junto con las 4 estaciones más del tramo 1-A.
Está ubicada en la Carretera Central cerca de la avenida La Cultura frente al Hospital Hermilio Valdizán.

## Galería

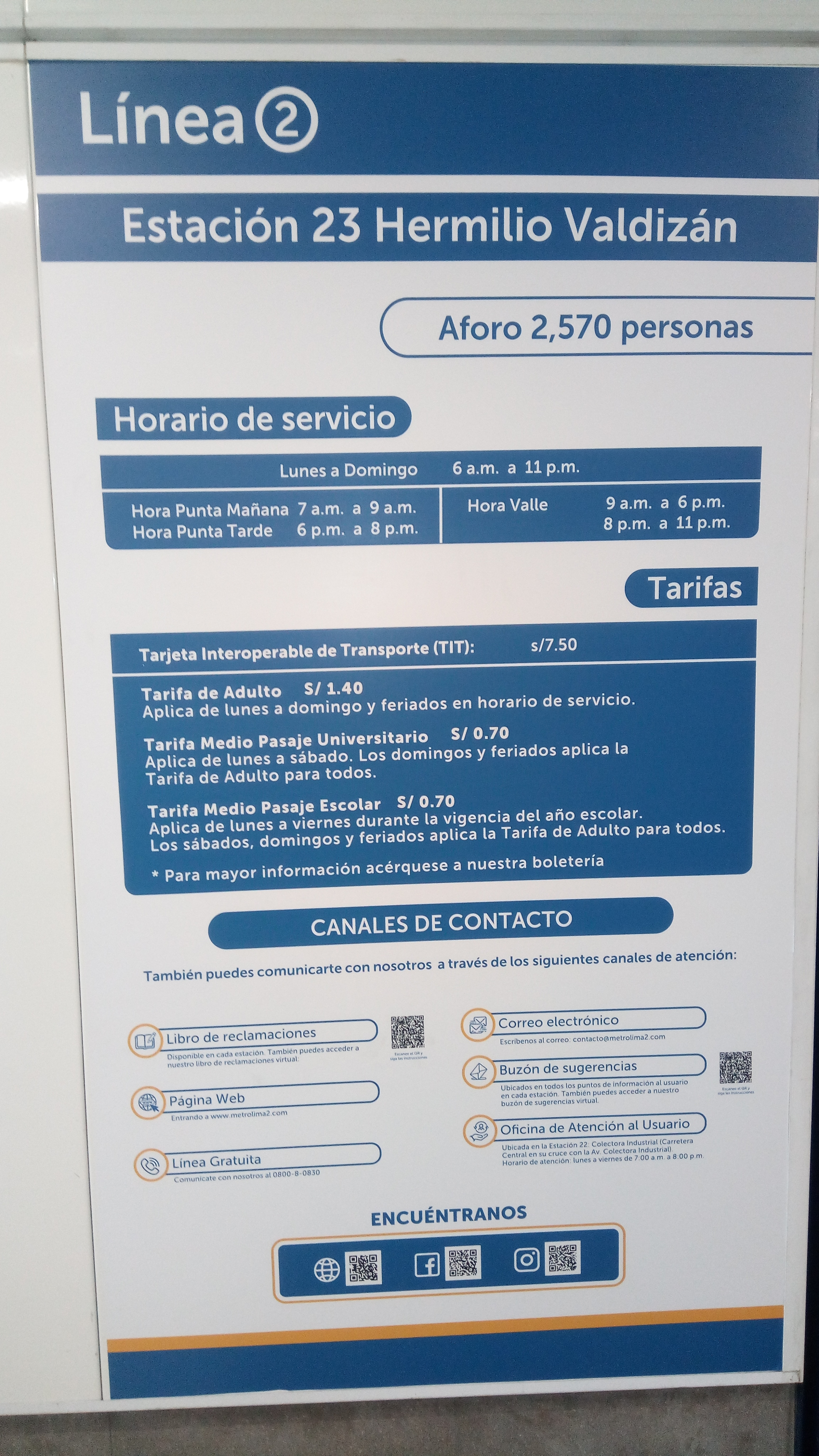
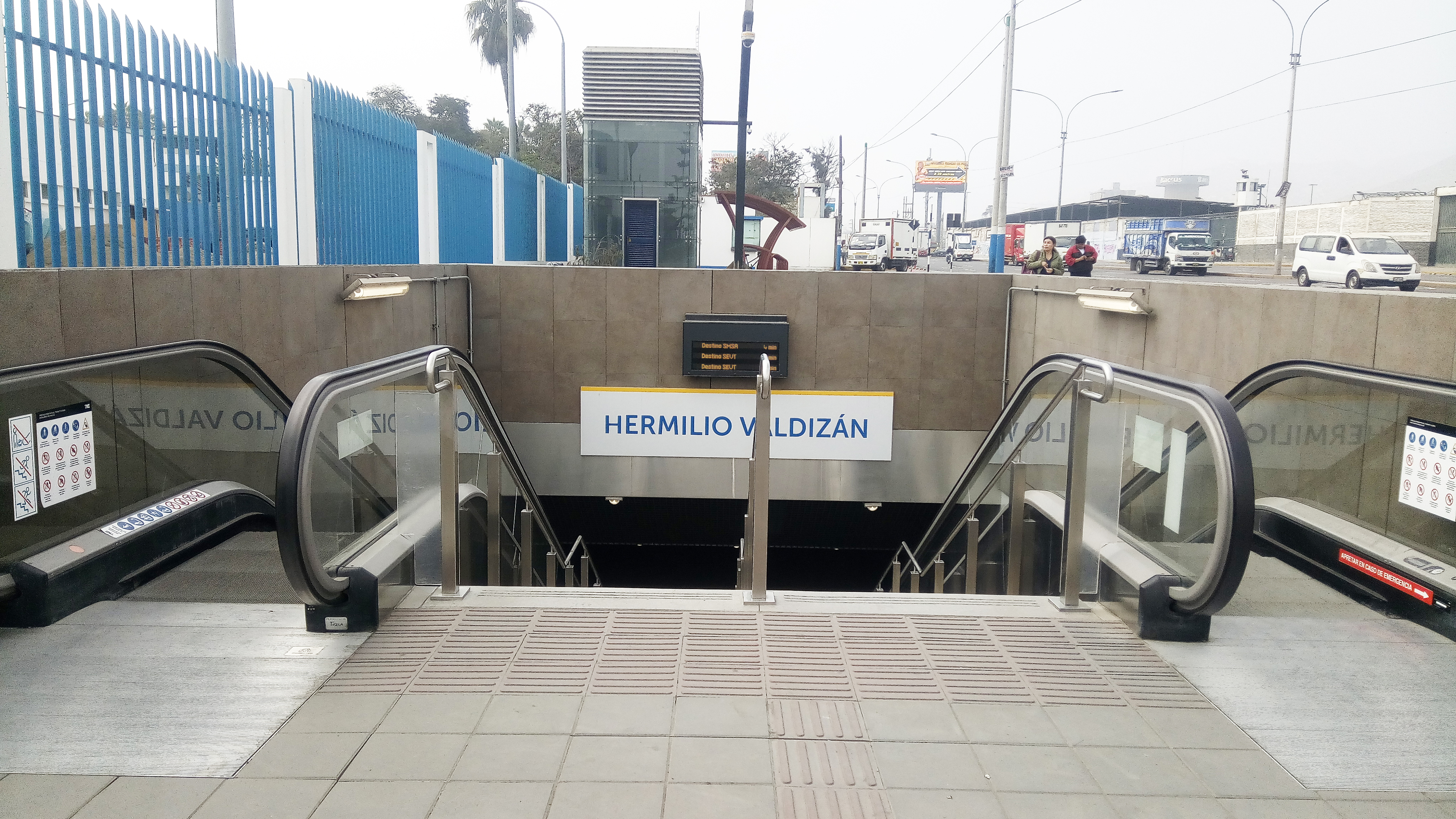
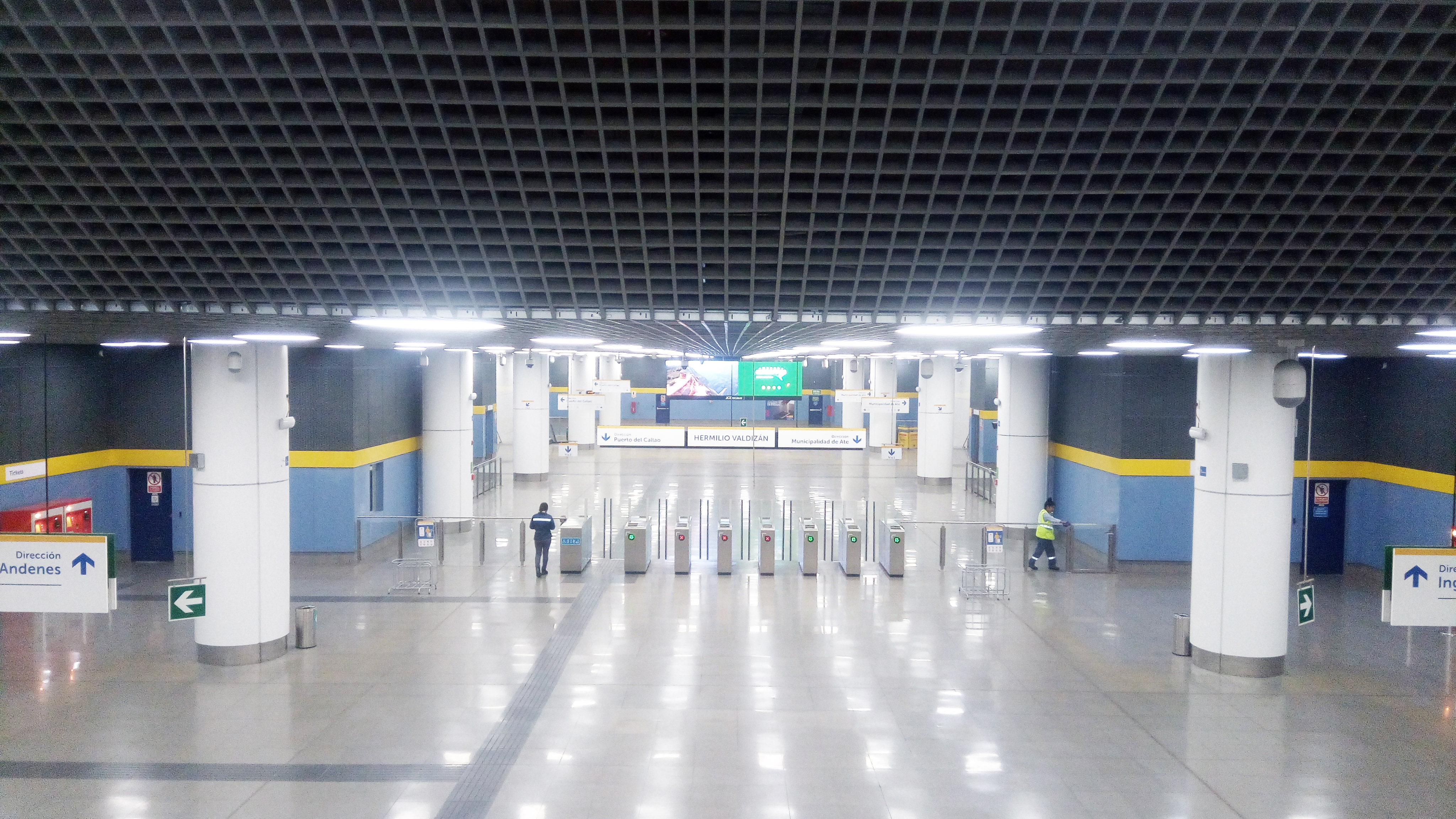